# Sammalluoto (ö i Södra Savolax, Nyslott, lat 62,16, long 28,68)
Sammalluoto är en ö i Finland. Den ligger i sjön Enonvesi och i kommunen Enonkoski i den ekonomiska regionen  Nyslotts ekonomiska region  och landskapet Södra Savolax, i den sydöstra delen av landet, 290 km nordost om huvudstaden Helsingfors. Öns area är 1,2 hektar och dess största längd är 190 meter i nord-sydlig riktning.